# Dziedzickia galindoi
Dziedzickia galindoi är en tvåvingeart som beskrevs av Lane 1961. Dziedzickia galindoi ingår i släktet Dziedzickia och familjen svampmyggor.
Artens utbredningsområde är Panama. Inga underarter finns listade i Catalogue of Life.